# Аббас аль-Магді
Аббас аль-Магді (араб. المهدي عباس; 1719 — 4 вересня 1775) — імам Ємену.

## Життєпис
Був сином імама аль-Мансура аль-Хусейна II. Після смерті батька, брат Аббаса Алі очікував, що саме він отримає імамат. Однак, мати Аббаса, африканська наложниця, підготувала підґрунтя для свого сина. За допомогою впливового каді, солдат та могутніх володарів вона домоглась, щоб Аббаса проголосили новим імамом. Алі ж був ув'язнений і помер 1759 року.

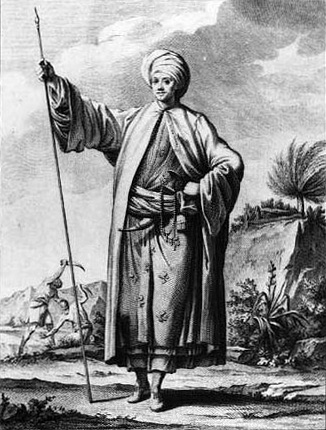
Географ і дослідник Карстен Нібур у національному вбранні Ємену

У 1762-63 роках Ємен відвідав німецький вчений і дослідник Карстен Нібур, який очолював данську експедицію. У липні-серпні 1963 року його прийняв імам Аббас аль-Магді. Нібуру та іншим європейцям дозволили поцілувати руку та одяг імама. Під час подальшого спілкування Нібуру дозволили показати імаму його прилади, а сам Аббас аль-Магді розпитував про європейські звичаї. Нібур розповідав, що у той час низка районів Ємену були автономними чи навіть незалежними від влади імама:
- Аден був самоврядним
- Кеукебан під владою сеїда
- Племена Хашідів і Бакілів перебували під владою кількох шейхів у складі конфедерації
- Абу-Аріш – під владою шерифа
- Бані-Амір під владою шейха
- Саада під владою сеїда та кількох незалежних шейхів
- Наджраном керував макрамі
- Кахтан – самоврядний
- Ніхім – самоврядний
- Хаулан, що на схід від Сани, перебував під владою чотирьох незалежних шейхів
- Джауф або Маріб перебували під владою шерифа та незалежних шейхів
- Яфою керував султан

Аббас аль-Магді під час свого правління зумів зберегти територію держави у тих кордонах, що їх він отримав у спадок. Разом з тим, країну похитнула серія внутрішніх конфліктів, які імам зумів подолати. У 1750—1751 роках за наказом імама у Сані було збудовано мечеть Аль-Махді.
1768 року виникла релігійна опозиція правлінню імама. Дехто з каді пропагував повстання проти губернаторів. Однак, вони не мали подальшої підтримки. 1772 року нестача кукурудзи спричинила бунт у самій столиці, місті Сана. Аль-Магді зумів придушити заколот, у чому йому надавали допомогу шотландці та французи, які мали значний військовий досвід.
За часів правління аль-Магді відбувся відносний економічний спад у державі зейдитів. Тим не менше, імам Аббас аль-Магді був заможним правителем, за його наказом було зведено кілька громадських будівель і мечетей у Сані.